# انکار بدون انکار
 انکار-عدم انکار  بیانیه‌ای است که در نگاه اول مستقیم، روشن، صریح و غیر مبهم به نظر می‌رسد، ولی هنگامی که با دقت اجزا و ترکیبات جمله را معین و آن را تجزیه می‌کنیم آشکار می‌گردد که به هیچ عنوان انکار نیست بدین گونه که کذب و خلاف حقیقت هم نیست. این حالت وضعیتی است که در آن کلماتی که عیناً حقیقت دارند برای رساندن تأثیر غیرحقیقی
و نادرست استفاده می‌شوند.
برای نمونه، در پاسخ به اظهارات و ادعاهای آنجلا مرکل صدراعظم آلمان در خصوص شنود مکالمات وی توسط سازمان امنیت ملی ایالات متحده (NSA) در سال ۲۰۱۳، سخنگوی کاخ سفید جی کارنی (Jay Carney) گفت که
ایالات متحده تماس‌ها و ارتباطات صدر اعظم آلمان آنجلا مرکل را شنود نمی‌کند و نخواهد کرد.
این بیانیه عمداً از هر گونه احتمال شنود در گذشته چشم‌پوشی می‌کند، و فقط به زمان حال و آینده رجوع می‌کند و به نظر می‌رسد که آن‌ها شنود مکالمات مرکل را انکار می‌کنند در حالی که اینطور نیست.